# Тарсус
Это статья о населённом пункте. О части конечности членистоногих (лат. tarsus) см. Лапка (членистоногие)
Тарсу́с (ранее Тарс), (тур. Tarsus, др.-греч. Ταρσός, арм. Տարսոն, Тарсон) — исторический город на юге центральной части Турции, входящий в агломерацию Адана-Мерсин (тур. Adana-Mersin Büyükşehir Bölgesi). Тарсус образует административный район в восточной части провинции Мерсин.

## География
Город находится на юго-востоке Анатолии на Киликийской равнине, ныне называемой Чукурова низменность, в 20 км от Средиземного моря. Через город протекает река Бердан-чай (тур. Berdan Çayı) или Тарсус-чай (тур. Tarsus Çayı), текущая с Таврских гор и впадающая в Средиземное море. Название реки во II тыс. до н. э. неизвестно, но в античную эпоху её называли Кидн (др.-греч. Κύδνος, лат. Cydnus).
Климат в Тарсусе типично средиземноморский — с жарким летом и влажной, прохладной зимой. Климатические условия благоприятствуют развитию сельского хозяйства.

## История
Поселения на территории Тарса существовали с неолита. В древности Тарс был главным городом Киликии; построен ассирийским царем Сеннахирибом (705—681 до н. э.) на месте уничтоженного им самим в 696 до н. э. средиземноморского порта, связывавшего Анатолию и Сирию. С 607 года до н. э. был резиденцией киликийских царей, позднее находившихся в вассальной зависимости от Ахеменидов. Славы и блеска город достиг в правление Селевкидов (297 до н. э. — 190 до н. э.), когда в нём поселилось множество греков, которые вели обширную торговлю и основали высшую школу грамматики и философии, процветавшую особенно в период Римской империи. Важное значение имел Тарс во время войн римлян с парфянами. При арабах он был ещё значительным и многолюдным городом; позднее его благосостояние ослабело и упало. Тарс — родина апостола Павла. В 1080—1186 годах город был столицей Киликийского армянского царства.
В честь Тарсуса назван ударный кратер (18.55 км в диаметре), расположенный на плато Оксиа-Палус (лат. Oxia Palus) планеты Марс.

## Транспорт
Тарсус соединён железнодорожным сообщением с Мерсином и Аданой. Эта ветка железной дороги общей протяженностью 67 км была построена в 1886 году. В 1911 году она стала частью Багдадской железной дороги. Первоначальное здание ж/д станции Тарса не сохранилось, а нынешнее построено в 1949 году.
Восточнее города в 2024 году открыт аэропорт Чукурова.
Через Тарсус проходят следующие крупные автомагистрали:
- Дорога O-21 (Otoyol 21), проходящая через центральную Анатолию и соединяющая Тарсус с Анкарой[5], является частью трансъевропейской автомагистрали E90.
- Дорога D-400, пересекающая южную часть Турции, начинается у побережья Средиземного моря в районе Датча и доходит на востоке у Эсендере (провинция Хаккяри) до границы с Ираном.
- Дорога D-750 начинается на побережье Чёрного моря у Зонгулдака и, пересекая территорию Турции в юго-восточном направлении, доходит до Тарсуса.

## Известные уроженцы
- Антипатр Тарсийский (II в. до н. э.) — древнегреческий философ-стоик, ученик Диогена Вавилонского и учитель Панетия.
- Зенон Тарсийский (II в. до н. э.) — древнегреческий философ-стоик, ученик Хрисиппа.
- Афинодор Кордилион (I в. до н. э.) — древнегреческий философ-стоик, хранитель библиотеки в Пергаме, учитель Катона Младшего.
- Афинодор (74 г. до н. э. — 7 г. н. э.) — древнегреческий философ-стоик, ученик Посидония и учитель Октавиана Августа в Аполлонии.
- Апостол Павел (I в.) — один из самых почитаемых апостолов христианства и автор Посланий — одной из частей Нового Завета.
- Филонилла и Зинаида (I в.) — мученицы, родственницы апостола Павла.
- Иасон (I в.) — один из 70 апостолов, ученик апостола Павла.
- Диомед Тарсийский (III вв.) — христианский мученик, один из святых бессребреников.
- Пелагия Тарсийская (III—IV вв.) — христианская мученица.
- Бонифаций Тарсийский (III в.) — раннехристианский мученик.
- Диодор Тарсийский (IV в.) — христианский богослов, святой Ассирийской церкви Востока.
- Юлиан Тарсийский (IV в.) — христианский мученик.
- Феодор из Тарса (VII в.) — архиепископ Кентерберийский, первый английский епископ, возведённый в достоинство примаса Англии.
- Эмине Улькер Тархан (1963) — турецкий юрист и политик, представитель Народной республиканской партии Турции.
- Тургут Доган Шахин (1988) — турецкий футболист.
- Хазал Филиз Кючюккёсе (1988) — турецкая киноактриса.

## Галерея

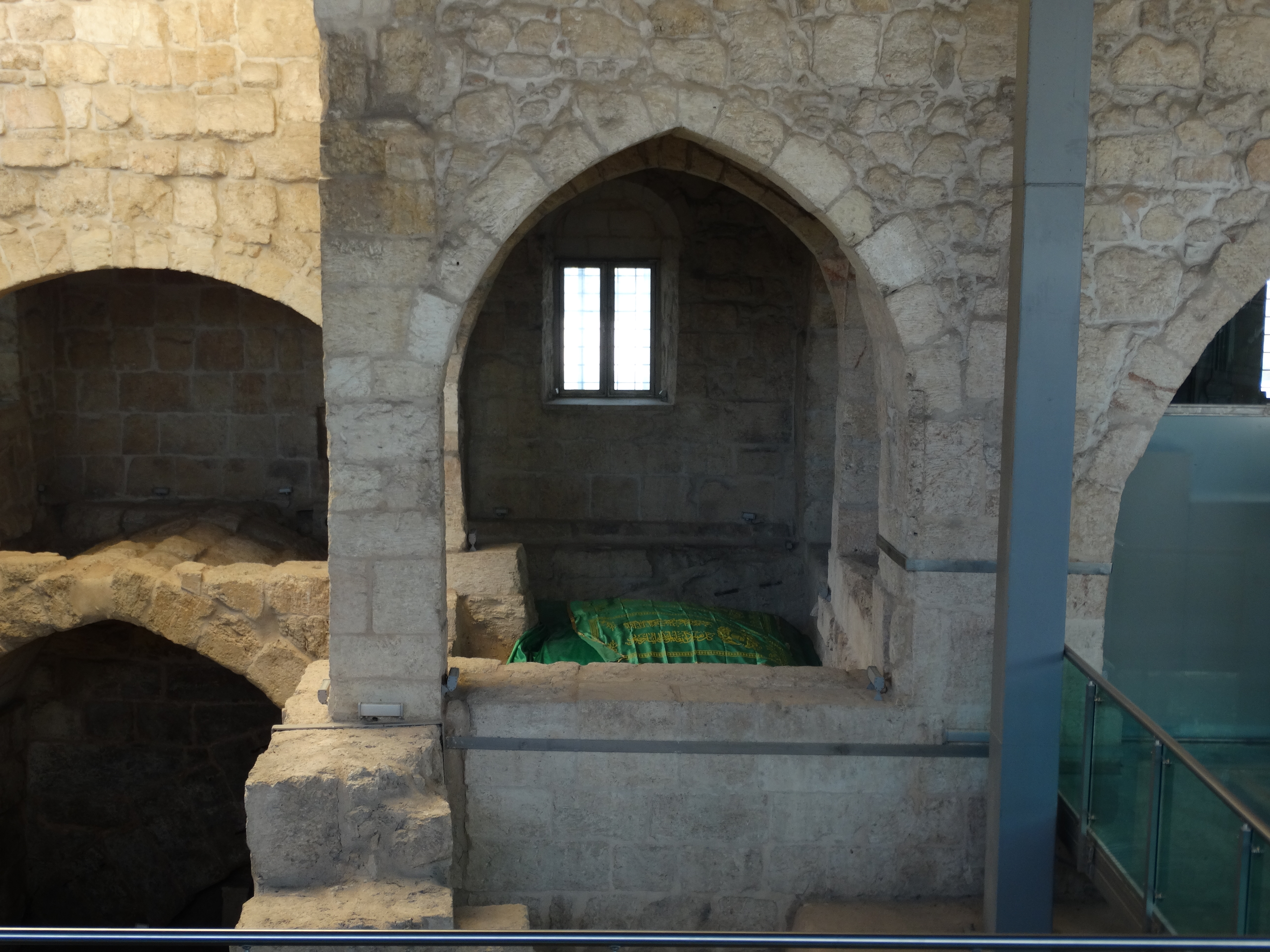
Гробница пророка Даниила
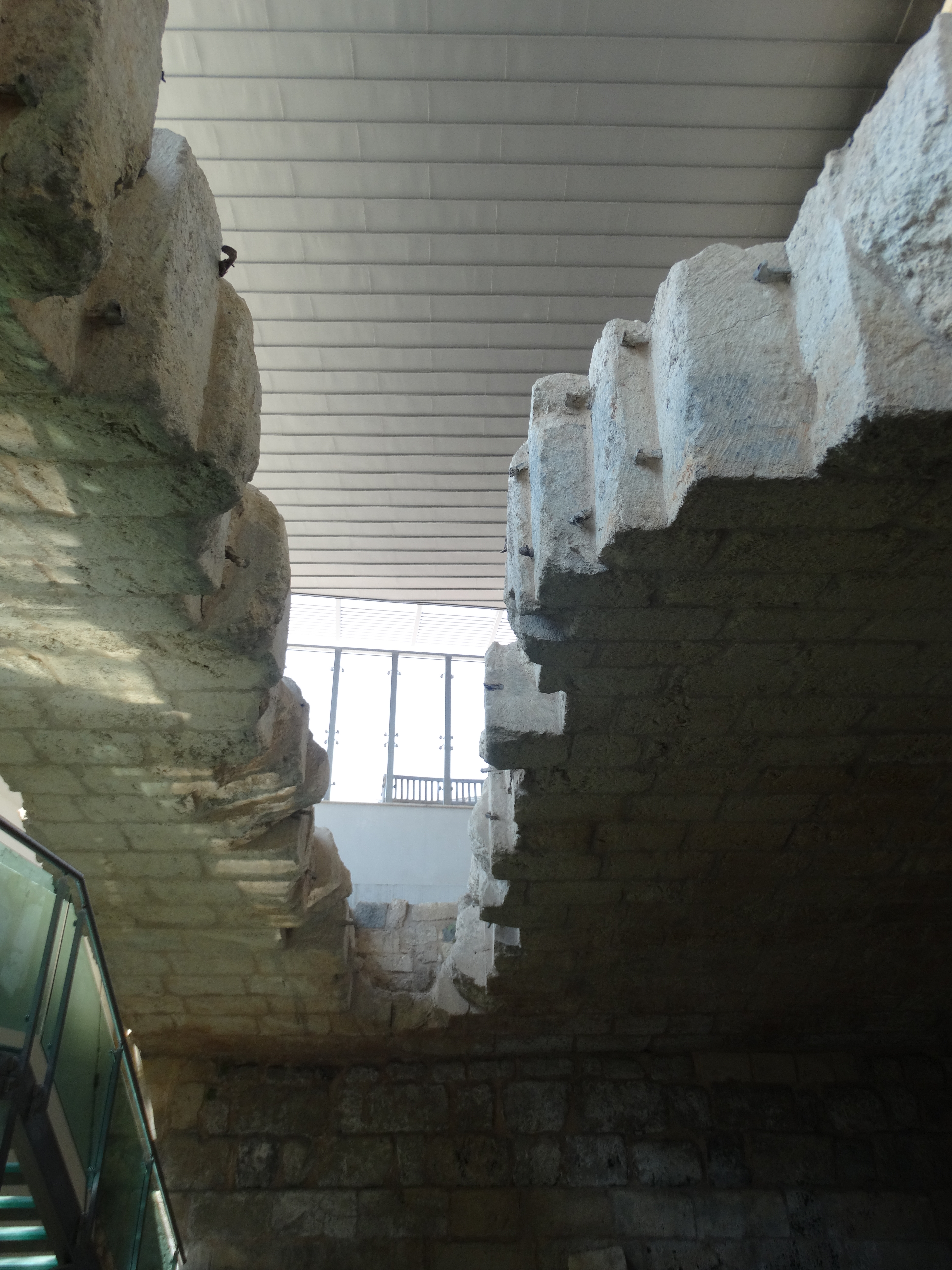
Римский мост
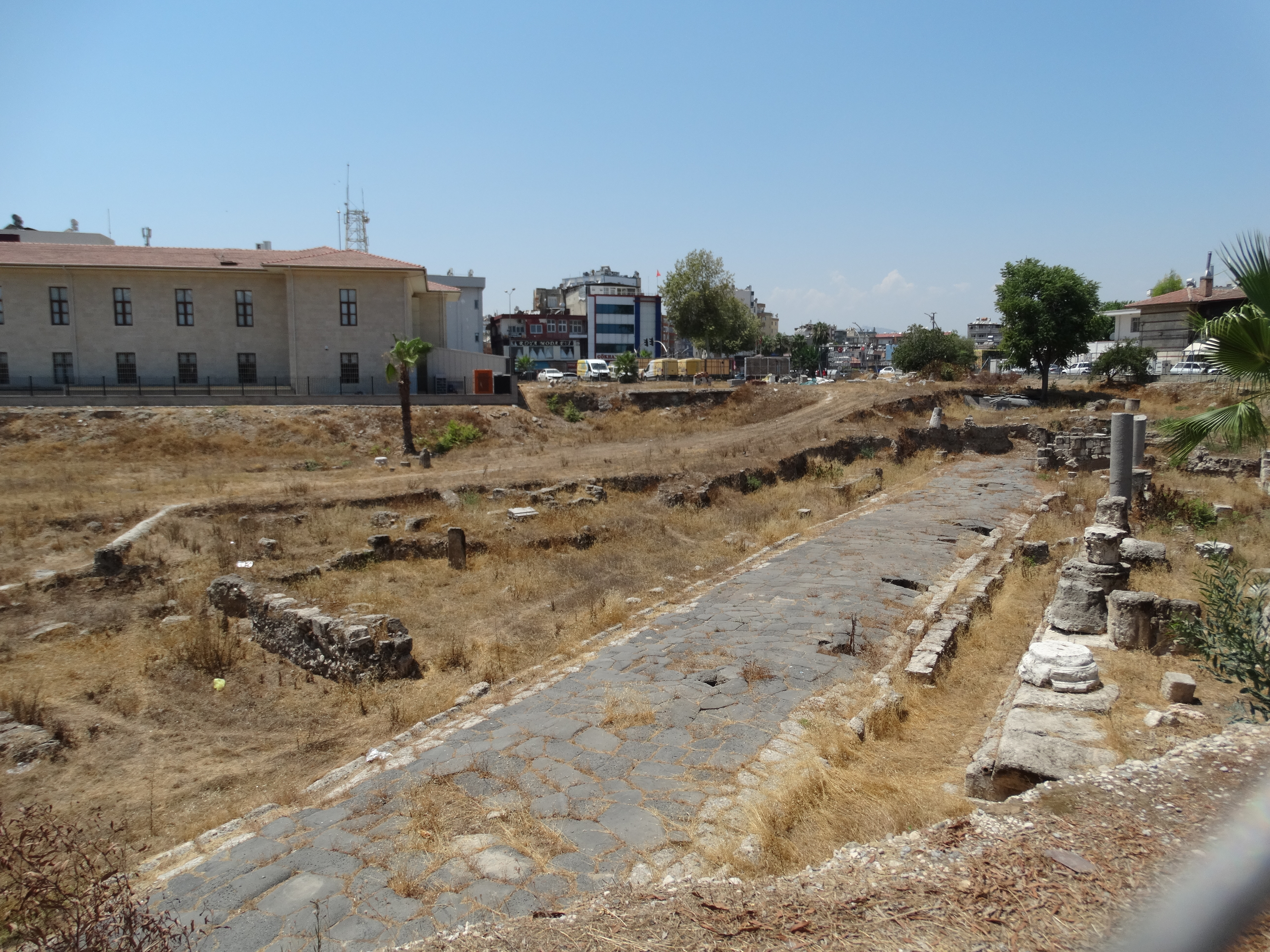
Римская дорога
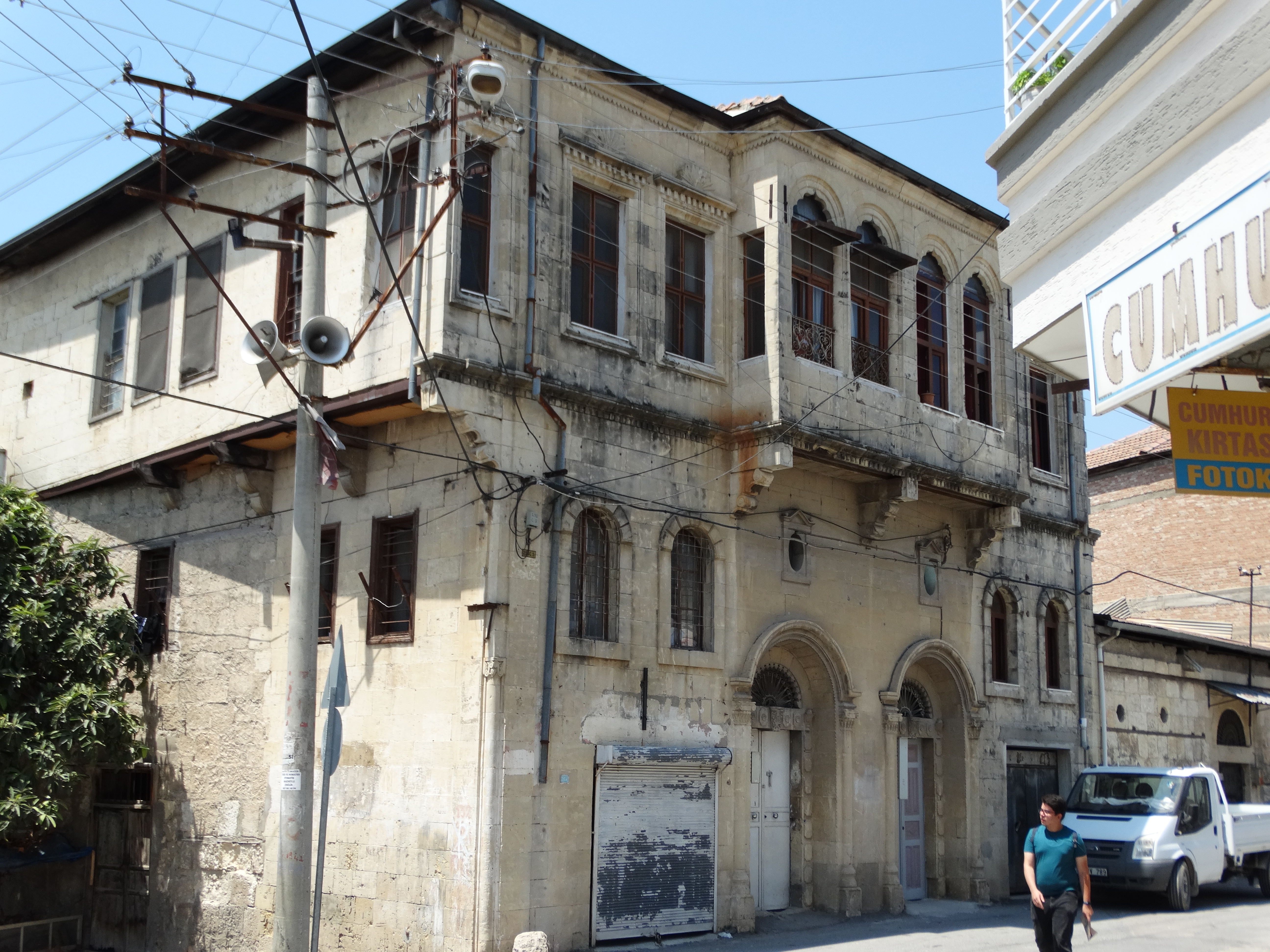
Дом в старом городе с арками
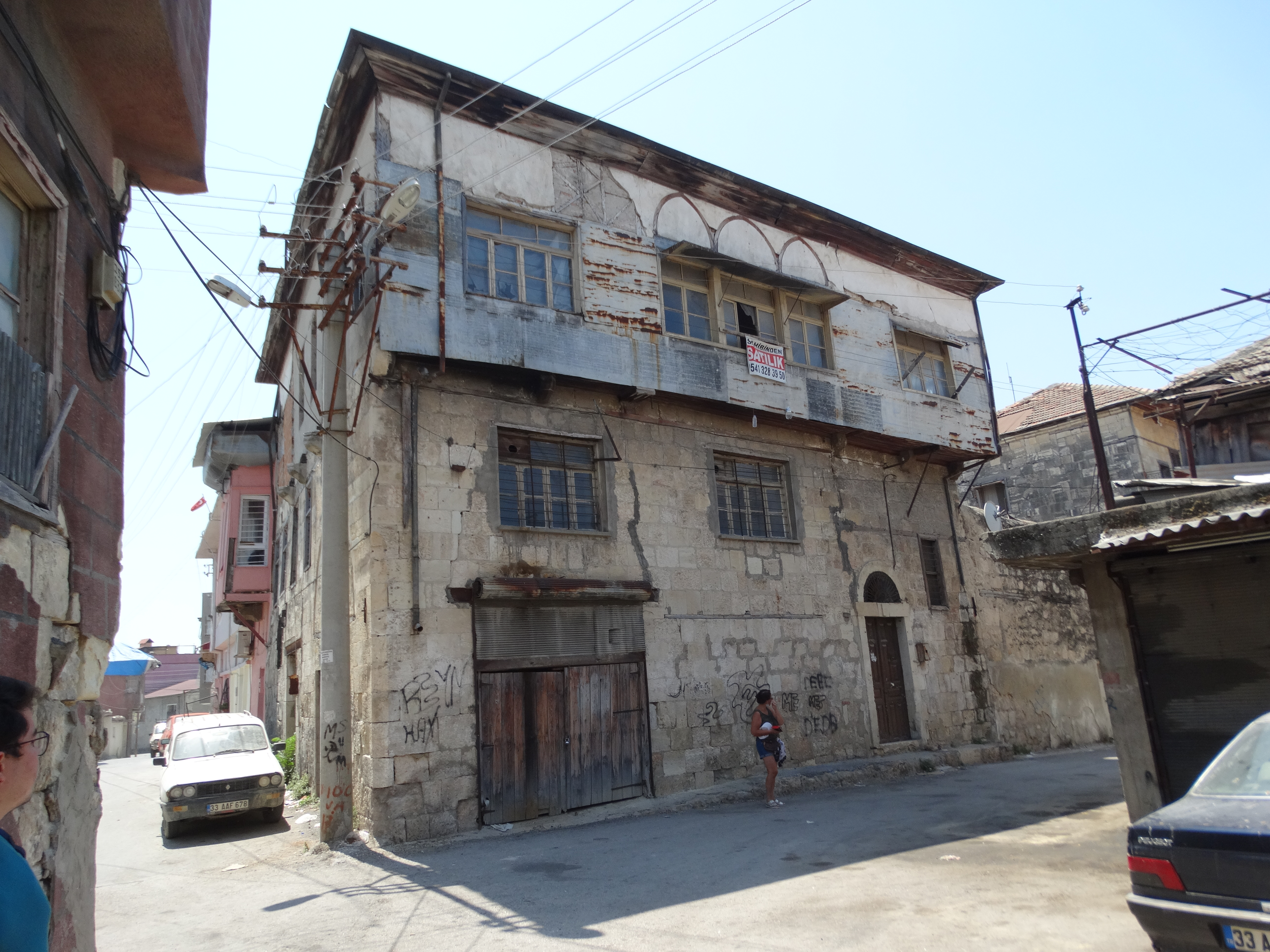
Дом в старом городе из тесанного камня
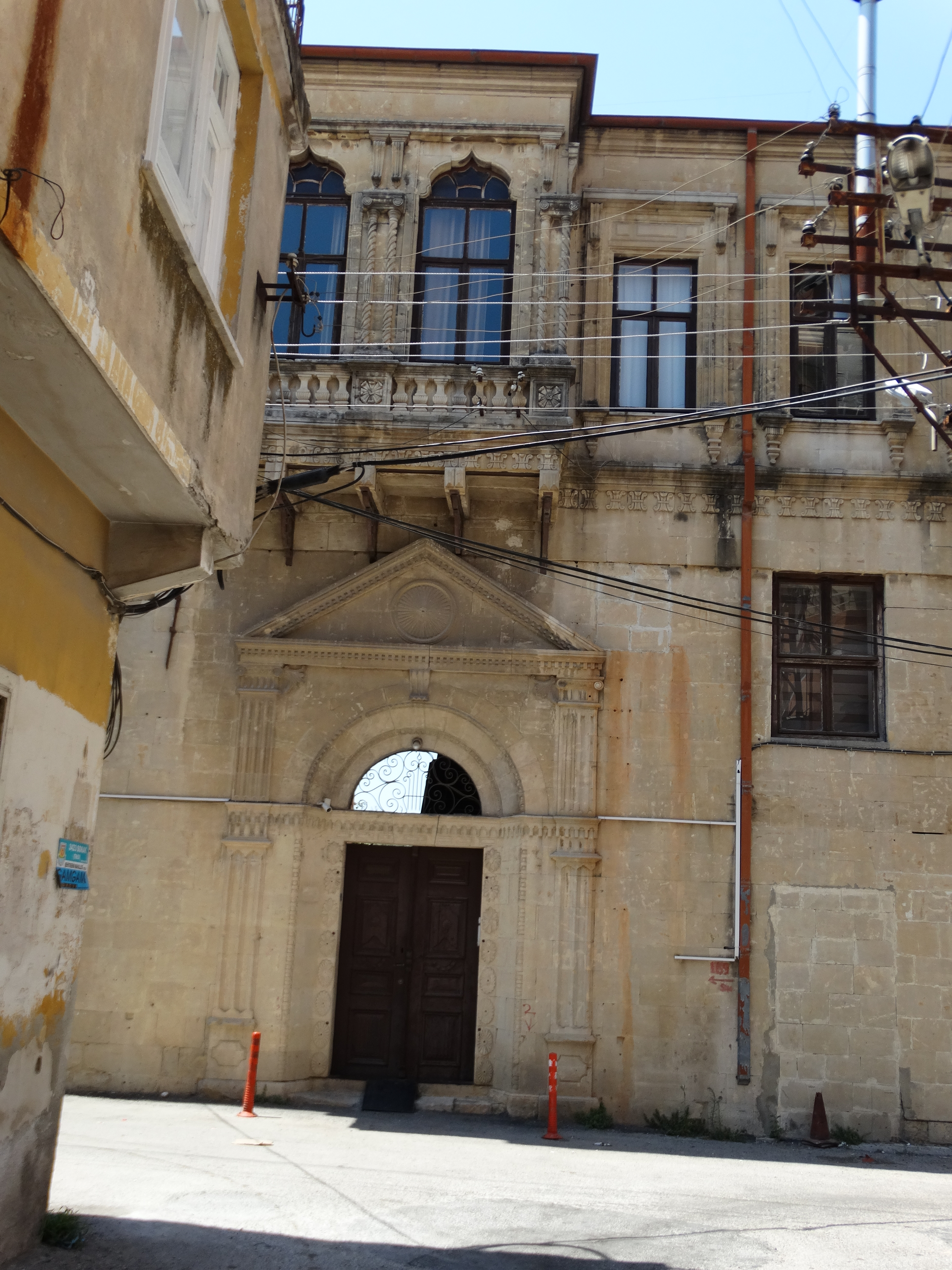
Дом в старом городе из желтого туфа